# Plandry
Plandry (en allemand : Preitenhof) est une commune du district de Jihlava, dans la région de Vysočina, en Tchéquie. Sa population s'élevait à 191 habitants en 2024.

## Géographie
Plandry est arrosée par la Jihlava et se trouve à 5 km à l'est-nord-est de Jihlava et à 108 km au sud-est de Prague.
La commune est limitée par Bílý Kámen au nord, par Hybrálec au nord-est, par Jihlava au sud-est et au sud, et par Vyskytná nad Jihlavou à l'ouest.

## Histoire
La première mention écrite de la localité date de 1654.

## Transports
Par la route, Plandry se trouve à 6,5 km de Jihlava et à 126 km de Prague.